# Aeropuerto Juan Simons Vela
El Aeropuerto Juan Simons Vela es un aeropuerto peruano ubicado en ciudad de Rioja en el departamento de San Martín.
Actualmente se encuentra bajo la administración por CORPAC.

## Ubicación
El aeropuerto se encuentra ubicado en la ciudad de Rioja (Perú) a solo 5 minutos del centro de la ciudad.

### Distancias desde el aeropuerto
- 24 km a la ciudad de Moyobamba, Capital del Departamento de San Martín. (10 a 15 minutos aprox.)
- 21 km a la ciudad de Nueva Cajamarca. (15 a 20 minutos aprox.)
- 13 km a la ciudad de Calzada. (10 a 15 minutos aprox.)
- 36 km a la ciudad de Soritor. (30 a 35 minutos aporx.)

## Servicios
- Estacionamiento: El Aeropuerto Juan Simons Vela cuenta con dos playas de estacionamiento; una pequeña y la otra de mayor capacidad; con un área total de 4778.55 m², están situadas al frente del terminal de pasajeros.
- Transporte: Cuenta con servicio de mototaxis que comunican con la ciudad; además de eso con empresas de transporte que comunican con las demás ciudades del Alto Mayo.

## Aerolíneas y destinos

### Aerolíneas
| Aerolíneas       | Ciudades                        | Aeronave         | Alianza |
| ---------------- | ------------------------------- | ---------------- | ------- |
| Saeta 2 destinos | Nacionales: (2) Jaén / Tarapoto | BAe Jetstream 32 | N/A     |

### Destinos nacionales
| Cajamarca (1 destino, 1 aerolínea)  |                                                          |       |
| Jaén                                | Aeropuerto de Shumba                                     | Saeta |
| San Martín (1 destino, 1 aerolínea) |                                                          |       |
| Tarapoto                            | Aeropuerto Comandante FAP Guillermo del Castillo Paredes | Saeta |